# Слејтер-Маријета (Јужна Каролина)
Слејтер-Маријета (енгл. Slater-Marietta) насељено је место без административног статуса у америчкој савезној држави Јужна Каролина.

## Демографија
По попису из 2010. године број становника је 2.176, што је 52 (-2,3%) становника мање него 2000. године.
| Група             | 2000.         | 2010.         |
| Белци             | 2.012 (90,3%) | 1.884 (86,6%) |
| Афроамериканци    | 18 (0,8%)     | 16 (0,7%)     |
| Азијати           | 1 (0,0%)      | 3 (0,1%)      |
| Хиспаноамериканци | 178 (8,0%)    | 238 (10,9%)   |
| Укупно            | 2.228         | 2.176         |